# Łubia
Łubia – wieś w Polsce położona w województwie podlaskim, w powiecie łomżyńskim, w gminie Miastkowo.
W latach 1975–1998 miejscowość administracyjnie należała do województwa łomżyńskiego.
Według Narodowego Spisu Powszechnego z roku 2011 wieś liczyła 27 mieszkańców.
Wierni kościoła rzymskokatolickiego należą do parafii Matki Bożej Różańcowej w Miastkowie.